# Bolko Bullerdiek
Bolko Bullerdiek (* 9. Januar 1939 in Mbozi, Tansania, auf einer Missionsstation) ist ein plattdeutscher Schriftsteller.

## Leben
Bullerdiek wurde in Tansania geboren, wo sein Vater als Handwerker auf der Herrnhuter-Missionsstation Rungwe bei Tukuyu tätig war. Er wuchs in Bookholzberg, Gemeinde Ganderkesee (Niedersachsen) auf, besuchte in Delmenhorst die Handelsschule und machte daraufhin eine Lehre zum Industriekaufmann. In Oldenburg legte er sein Abitur ab und studierte in Hamburg Lehramt. Er blieb in der Hansestadt und war dort zunächst zehn Jahre an einer beruflichen Schule tätig, wo er Literatur, Deutsch und Politik unterrichtete. Danach war er 28 Jahre am Landesinstitut für Lehrerbildung und Schulentwicklung beschäftigt. Er hat zwei erwachsene Töchter. Gelegentlich besucht er noch seine alte Heimat Bookholzberg und erzählt plattdeutsche Geschichten.
Bullerdiek ist Redaktionsmitglied der Zeitschrift Quickborn und Vorstandsmitglied des Vereins Bevensen-Tagung. Er ist unter anderem Mitglied im Verband „Schriftsteller in Schleswig-Holstein“ und im „Stormarner Schriftstellerkreis“.

## Auszeichnungen
1993 erhielt Bullerdiek den Freudenthal-Preis; bereits 1989 war er bei der Verleihung dieses Preises auf den zweiten Platz gekommen. 1995 wurde er mit dem Fritz-Reuter-Preis der Alfred-Toepfer-Stiftung ausgezeichnet. Bei dem Wettbewerb Vertell doch mal des NDR im Jahr 2000 gewann seine Geschichte Vun’n Kurs af zum Thema „Dat eerste Mal“ den ersten Platz. Im Jahre 2016 gewann Bullerdiek für seine Erzählsammlung Spleten ut uns Tied den 20. Borsla-Preis der Borsla-Vereinigung für Niederdeutsche Sprache und Literatur in Bösel. Den Niederdeutschen Literaturpreis der Stadt Kappeln erhielt er 2018 für „sein umfangreiches und vielfältiges Lebenswerk“.

## Werke
- Kurzweilige Deutschstunden. (mit Annemarie Bunn). Gehlen-Verlag, Bad Homburg 1986, ISBN 978-3-441-00378-6
- Einmischungen. Anregungen zu einem produktiven Umgang mit Lyrik und Kurzprosa. Sachbuch. Klett, Stuttgart 1987
- Blangenbi – und doch weit weg. Quickborn-Verlag, Hamburg 1989
- Grimms Märchen – plattdüütsch vertellt. (mit Hanna Jebe, Hans Heinrich Jebe, Lisa Lühmann und Gerda Rudolph). Quickborn-Verlag, Hamburg 1991, ISBN 3-87651-144-5
- Grimms weitere Märchen – plattdüütsch vertellt. (mit Alfred Feldhaus, Hanna Jebe, Hans Heinrich Jebe, Lisa Lühmann, Waltraut Otte, Gerda Rudolph und Hayo Schütte). Quickborn-Verlag, Hamburg 1991, ISBN 3-87651-180-1
- Tohuus un annerwegens. Hinstorff Verlag, Rostock 1991, ISBN 3-356-00425-5
- Distelblöden. Plattdüütsche Satiren & Glossen. Hinstorff Verlag, Rostock 1995, ISBN 3-356-00619-3
- Windhaken. Niederdeutsche Erzählungen. Hinstorff Verlag, Rostock 1994, ISBN 3-356-00525-1
- Koppheister. Plattdüütsch för Lütt un Groot. Quickborn-Verlag, Hamburg 2001, ISBN 3-87651-234-4
- Swartsuer. Ton Gräsen, Gruveln, Grienen. (mit Dirk Römmer) Hinstorff Verlag, Rostock 2002, ISBN 3-356-00969-9
- Schrievwark. Plattdeutsche Literatur im Deutschunterricht Hamburger Schulen. Quickborn-Verlag, Hamburg 2004, ISBN 3-87651-284-0
- Buten is dat koolt. Geschichten ton Opwarmen. Quickborn-Verlag, Hamburg 2006, ISBN 3-87651-297-2
- Dat Verspreken. Plaggenhauer, 2007, ISBN 978-3-937949-09-3
- Vör dien egen Döör. Quickborn-Verlag, Hamburg 2009; ISBN 978-3-87651-337-9
- Fundsoken. Geschichten von güstern un vondoog. Quickborn-Verlag, Hamburg 2014, ISBN 978-3-87651-385-0
- Bullerdiek sien Buddelbreven: Vertellen un Gedichten. Quickborn-Verlag, Hamburg 2018, ISBN 978-3-87651-454-3